# Avventura sul ghiaccio
Avventura sul ghiaccio (Seasin's Greetinks!) è un film del 1933 diretto da Dave Fleischer. È un cortometraggio d'animazione della serie Braccio di Ferro, uscito negli Stati Uniti il 17 dicembre 1933. È il primo cortometraggio della serie ad avere un'ambientazione natalizia.

## Trama
Braccio di Ferro regala a Olivia Oyl un paio di pattini da ghiaccio per Natale e le insegna a pattinare, ma Bluto interrompe la lezione per corteggiarla; lei però lo ignora. Il bruto inizia quindi a tagliare il ghiaccio e lei galleggia su uno dei pezzi nel fiume in piena chiamando Braccio di Ferro in aiuto. Mentre Bluto continua a colpire Braccio di Ferro per impedirgli di salvarla, Olivia vede una cascata e chiama di nuovo aiuto. Braccio di Ferro scaraventa Bluto dentro e fuori dall'acqua intrappolandolo in un cubo di ghiaccio e lo spedisce nella ghiacciaia della città vicina. Si precipita a salvare Olivia, ma presto cade nella cascata e risale per salvarla. Mentre la rianima, Bluto lancia una grande palla di neve per distruggerli, ma il suo piano gli si ritorce contro e rotola giù per la collina con la neve. Quando atterra ricoperto di neve, Braccio di Ferro (che ha mangiato gli spinaci) lo colpisce una prima volta facendo cadere la neve e una seconda volta facendogli uscire delle stelle che decorano un abete vicino.

## Distribuzione

### Edizione italiana
L'unico doppiaggio italiano conosciuto fu realizzato dalla C.R.C. per la trasmissione del corto sulle reti Rai a metà anni 1990. Non essendo stata registrata una colonna internazionale, fu sostituita la musica presente durante i dialoghi.

### Edizioni home video
Il corto fu pubblicato in DVD-Video in America del Nord il 31 luglio 2007 nel primo disco della raccolta Popeye the Sailor: Volume One.